# Asplenium bipartitum
Asplenium bipartitum är en svartbräkenväxtart som beskrevs av Jean Baptiste Bory de Saint-Vincent och Carl Ludwig Willdenow. Asplenium bipartitum ingår i släktet Asplenium och familjen Aspleniaceae. Inga underarter finns listade.